# Jenny Mollen
Jenny Mollen, née le 30 mai 1979 à Phoenix, est une actrice américaine.

## Biographie
Elle a une sœur et un demi-frère.  
Mollen a obtenu un diplôme en art dramatique à UCLA et a ensuite étudié à Paris et à Heidelberg.  
Elle s'est mariée avec l'acteur Jason Biggs le 23 avril 2008. Ils se sont rencontrés lors du tournage de My Best Friend's Girl. Ils ont annoncé la première grossesse de Mollen en juillet 2013. Leur premier fils, Sid, est né le 15 fevrier 2014. Ils ont eu leur deuxième fils, Lazlo Biggs, le 2 octobre 2017,.  
En 2018 la famille Mollen Biggs a quitté Los Angeles et s’est installée à New York. Elle fait également de la peinture et expose dans des galeries. 
Elle parle couramment allemand.  
Le 29 juillet 2018, elle a mentionné en Instagram qu’elle avait un petit ami allemand à l’université. Les parents de son petit ami ne savaient pas du tout parler anglais . Lorsqu’elle vivait avec eux, elle a appris la langue. Dorénavant, elle parle allemand avec ses enfants et même avec son chien Teets. 

## Filmographie
- 2000 : La Loi du fugitif (saison 1, épisode 3) : Susan Curran
- 2001 : La Vie avant tout (saison 2, épisode 16) : la blonde
- 2003-2004 : Angel (3 épisodes : La Fille loup-garou, Les Marionnettes maléfiques et Jeu de pouvoir) : Nina Ash
- 2004 : D.E.B.S. : D.E.B. allemande
- 2005 : Return of the Living Dead: Rave from the Grave : Jenny
- 2006 : Médium (saison 2, épisode 11) : Lydia Kyne
- 2006 : Ring Around the Rosie : Wendy Baldwin
- 2006 : Cattle Call : Marina Dell
- 2008 : La Copine de mon meilleur ami (My Best Friend's Girl) de Howard Deutch : Colleen
- 2009 : Crash (7 épisodes) : Tess Nolan
- 2010 : Los Angeles, police judiciaire (saison 1, épisode 8) : Carly Morris
- 2011 : Les Experts : Manhattan (saison 7, épisode 21) : inspecteur Angela Sayer
- 2011 : L!fe Happens : Rita
- 2011 : Crazy, Stupid, Love : Lisa
- 2011 : Suits, avocats sur mesure (saison 1, épisode 6) : Gabby Stone
- 2012 : Extracted : Abbey
- 2016 : Amateur Night de Lisa Addario et Joe Syracuse : Anne Carter